# 17. marts
17. marts er dag 76 i året i den gregorianske kalender (dag 77 i skudår). Der er 289 dage tilbage af året.
Dagens navn er Sankt Patrick og er Den Irske Republiks (Eire) nationaldag

### Begivenheder
Født - Dødsfald
- 45 f.Kr. - Julius Cæsar slår Pompejus i slaget ved Munda - Pompejus bliver fanget og senere henrettet.
- 1776 - Under den amerikanske revolution tvinger de amerikanske oprørere briterne til at forlade Boston.
- 1861 - Kongeriget Italien proklameres af Victor Emanuel 2.
- 1899 - William Henry Pickering opdager Saturn-månen Phoebe.
- 1944 - Aalborg Stiftstidende bliver ramt af schalburgtage.
- 1948 - Bruxelles-Traktaten bliver underskrevet af Belgien, Holland, Luxembourg, Frankrig og Storbritannien, og dermed etableres Vestunionen, forgængeren til NATO.
- 1949 - Den tyske sekt "Udsendinge fra den hellige engel" meddeler, at verden vil gå under kl 12.30.
- 1958 - Jorden bliver for første gang målt fra satellit.
- 1969 - Golda Meir tiltræder som Israels ministerpræsident. Hun er den tredje kvinde i verden, der bliver folkevalgt regeringsleder.
- 1978 - Supertankeren Amoco Cadiz forliser ud for Normandiet, og 230.000 tons olie forårsager Frankrigs værste forurening.
- 1983 - En kopi af Lord Nelsons ordre til flåden forud for slaget ved Trafalgar sælges for 6.000 pund.
- 1984 - Dronning Margrethe og prins Henrik indleder et officielt besøg i Saudi-Arabien.
- 1992 - Socialdemokratiets næstformand Poul Nyrup Rasmussen meddeler, at han stiller op som kandidat mod partiformand Svend Auken.
- 1998 - Uffe Ellemann-Jensen trækker sig tilbage som formand for Venstre.
- 2000 - Færøernes landsstyre indleder forhandlinger med den danske regering om færøsk løsrivelse.
- 2003 - Storbritanniens udenrigsminister Robin Cook træder tilbage som følge af uenigheder om landets deltagelse i den kommende krig mod Irak.

### Født
- 1733 - Carsten Niebuhr, dansk opdagelsesrejsende (død 1815).
- 1834 - Gottlieb Daimler, tysk ingeniør og opfinder (død 1900).
- 1881 - Walter Rudolf Hess, schweizisk fysiolog og modtager af Nobelprisen i medicin (død 1973).
- 1901 - Alfred Newman, amerikansk filmkomponist (død 1970).
- 1919 - Nat King Cole, amerikansk sanger og pianist (død 1965).
- 1922 - Mujibur Rahman, grundlægger af staten Bangladesh (død 1975).
- 1926 - Simon Rosenbaum, dansk musiker og skuespiller (død 2015).
- 1935 - Ole Krarup, dansk juraprofessor (død 2017).
- 1938 - Rudolf Nurejev, russisk balletdanser (død 1993).
- 1939 - Giovanni Trapattoni, italiensk fodboldtræner.
- 1944 - Flemming Balvig, dansk jurist og kriminolog.
- 1944   - John Sebastian, amerikansk musiker og sangskriver.
- 1945 - Ole Grünbaum, dansk journalist (død 2023).
- 1945   - Elis Regina, brasiliansk sanger (død 1982).
- 1948 - William Gibson, amerikansk forfatter.
- 1951 - Benny Nielsen, dansk fodboldspiller.
- 1955 - Gary Sinise, amerikansk skuespiller og filminstruktør.
- 1963 - Annika Johannessen, færøsk-dansk skuespiller.
- 1967 - Sine Sunesen, dansk jurist og formand for Akademikernes Centralorganisation.
- 1972 - Ellen Christoffersen, grønlandsk tidl. medlem af Folketinget og landstingetAtassut / Venstre.
- 1974 - Mille Dinesen, dansk skuespillerinde.
- 1980 - Søren Balsner, dansk musiker og sangskriver.
- 1989 - Shinji Kagawa, japansk fodboldspiller.
- 1997 - Katie Ledecky, amerikansk svømmer.

### Dødsfald
- 180 - Marcus Aurelius, romersk kejser (født 121).
- 235 - Alexander Severus, romersk kejser (født 209).
- 461 - Sankt Patrick, Irsk helgen
- 1040 - Harald Harefod, dansk-født konge af England (født ca. 1015).
- 1781 - Johannes Ewald, dansk digter (født 1743).
- 1782 - Daniel Bernoulli, hollandsk-schweizisk matematiker (født 1700).
- 1837 - Johann Nepomuk Hummel, østrigsk komponist (født 1778).
- 1845 - Peter Hiort Lorenzen, dansk, slevisk politiker (født 1791)
- 1846 - Friedrich Wilhelm Bessel, tysk matematiker (født 1784).
- 1849 - Vilhelm 2., hollandsk konge (født 1792).
- 1956 - Fred Allen, amerikansk komiker (født 1894).
- 1978 - Malvina Reynolds, amerikansk folkesanger, blues-sanger og sangskriver (født 1900).
- 1983 - Mogens Zieler, dansk maler og tegner (født 1905).
- 1986 - Heinz Nixdorf, tysk ingeniør (født 1925).
- 1994 - Mai Zetterling, svensk skuespiller og instruktør (født 1925).
- 2012 - Annelise Meineche, dansk filminstruktør (født 1935).
- 2020 - Betty Williams, nordirsk fredsforkæmper (født 1943).

|  | Denne datoartikel kan blive bedre, hvis der indsættes et (bedre) billede Du kan hjælpe ved at afsøge Wikimedia Commons for et passende billede eller uploade et godt billede til Wikimedia Commons iht. de tilladte licenser og indsætte det i artiklen. |